# Становая (Тульская область)
Становая — деревня в Воловском районе Тульской области России.
В рамках административно-территориального устройства входит в Ялтинский сельский округ Воловского района, в рамках организации местного самоуправления включается в Двориковское сельское поселение.

## География
Расположена в 7 км к югу от районного центра, посёлка городского типа Волово, в 81 км к юго-востоку от областного центра, г. Тулы. 

## Население
| 2010 |
| ---- |
| 255  |